# Казарнянська сільська рада
| Казарнянська сільська рада — колишній орган місцевого самоврядування у Знам'янському районі Кіровоградської області з адміністративним центром у с. Казарня. Сільській раді були підпорядковані населені пункти: - с. Казарня - с. Барвінівка - с. Глибока Балка - с. Мілова Балка - с. Нововодяне - с. Новополяна |

## Склад ради
Рада складалася з 16 депутатів та голови.

### Керівний склад ради
| ПІБ                            | Основні відомості                                                 | Дата обрання | Дата звільнення |
| ------------------------------ | ----------------------------------------------------------------- | ------------ | --------------- |
| Халявинська Тетяна Анатоліївна | Сільський голова, 1961 року народження, освіта, позапартійна      | 26.03.2006   | 31.10.2010      |
| Халявинська Тетяна Анатоліївна | Сільський голова, 1961 року народження, освіта вища, позапартійна | 31.10.2010   |                 |

Примітка: таблиця складена за даними джерела

## Населення
Згідно з переписом УРСР 1989 року чисельність наявного населення сільської ради становила 1212 осіб, з яких 541 чоловік та 671 жінка.
За переписом населення України 2001 року в сільській раді мешкали 1083 особи.

### Мова
Розподіл населення за рідною мовою за даними перепису 2001 року:
| Мова       | Відсоток |
| ---------- | -------- |
| українська | 93,07 %  |
| російська  | 3,97 %   |
| вірменська | 1,20 %   |
| молдовська | 1,02 %   |
| білоруська | 0,74 %   |